# 水橋漁港
水橋漁港（みずはしぎょこう）は、富山県富山市水橋辻ケ堂にある第2種漁港である。水橋港（みずはしこう）と呼ばれることもある。
付属施設の水橋フィッシャリーナ整備完了と同時に『みずはし海の駅』（海の駅）の指定を受けている。

## 概要
かつての漁港は白岩川の河口を利用した船溜場で、河東七浦の一つであった。大正から昭和初期にかけて北海道方面への漁業用資材の積出港として、また沿岸漁業の根拠地として栄えた。
白岩川改修事業が1932年4月に着手され、1933年に導流堤が新設され、1935年4月に東・西両突堤が完成したが、汽船は沖泊りで、出入り出来るのは漁船のみであった。1946年には漁船のための船溜が整備された。1951年7月26日に漁港の指定（農林省告示第270号）、1966年5月4日に漁港管理者の指定（富山県告示第316号）が行われて以降順次整備され、白岩川と漁港の分離を実施した。1996年2月15日には、北防波堤の新築に着手している。
1993年9月8日からはフィッシャリーナや水産観光センターなどを建設する海洋整備計画がまとめられ、2001年から整備が開始された。
このプレジャーボートの不法係留対策や海洋性レクリエーション施設を含む総合的な漁港整備の一環として、日本海側で初めての弾性係留索工法によるマリーナ桟橋を導入した富山水橋フィッシャリーナが2010年（平成22年）10月に整備され、翌2011年（平成23年）7月4日に供用開始されたより。

## 水橋食堂 漁夫
2021年10月20日に旧とやま市漁業協同組合水橋支所を改装してオープンした漁家レストラン。水橋漁港でとれた海産物をメニューに使用している。

## 周辺
- 白岩川
- 常願寺川